# Lăcrămioara Filip
Lăcrămioara Filip, házassága után Moldovan (Moinești, 1973. április 4. –) világbajnoki ezüstérmes román szertornász, edző, valamint aerobik-Európa-bajnok.

## Életpályája
1979-ben kezdett tornázni a CSS Onești Sportklubban, melynek tagja volt egészen 1991-ben történt visszavonulásáig. Dévára a felnőtt válogatottba kerülve Adrian Goreac és Octavian Bellu voltak az edzői.
Első ízben ő hajtott végre felemás korlátról való leszálláskor dupla szaltót előre, behúzott lábakkal.

### Juniorként
Az 1988-as Ifjúsági Barátság Versenyen Phenjanban első helyezett volt ugrásban, második a csapattal és ötödik egyéni összetettben.

### Felnőttként

#### Nemzetközi eredmények
Az 1988-as Balkán-bajnokságon İzmirben a csapattal első, ugrásban pedig harmadik helyet ért el.
Románia kétoldalú találkozóin 1990-ben a Nagy-Britannia-Románián Mirela Pașcával megosztottan a hatodik. 1991-ben az Egyesült Államok-Románián a kilencedik helyezést érte el, a Belgium-Franciaország-Románia-Oroszország találkozón pedig Cristina Bontaș mögött második helyen végzett. Ugyancsak 1991-ben Románia Nemzetközi Bajnokságán egyéni összetettben harmadik helyen végzett.
Felnőtt világbajnokságon egyszer indult, 1989-ben Stuttgartban, ahol ezüstérmes lett a csapattal (Daniela Silivaș, Gabriela Potorac, Cristina Bontaș, Aurelia Dobre, Eugenia Popa).

### Visszavonulása után
Szertornászként 1991-ben vonult vissza a versenyzésből, de a tornával nem hagyott fel, hiszen 1994-től az aerobikkal folytatta.
Közben a bukaresti Universitatea Ecologică Egyetem Testnevelési és Sport tanszékén tornára szakosodva diplomázott.

#### Aerobikban elért eredményei
A szertornától való 1991-es visszavonulását követően az aerobik felé fordult, 1994–1997 között az Universitatea Ecologică Egyetemen, 1997–2000 között a konstancai CS Farul Klubnál edzett.
1999-ben Birmingham férjével, Cristian Moldovannal együtt aranyérmet nyertek az első aerobik-Európa-bajnokságon.
Két aerobik-világbajnokságon is részt vett, 1998-ban Cataniában hetedik, 1999-ben Hannoverben negyedik helyen végzett párosban.

#### Edzőként
A Román Nemzeti Edzőképző (Centrul Naţional de Formare şi Perfecţionare a Antrenorilor) elvégzése után 2000-től 2004-ig a bukaresti 7-es számú Dinamo Iskolai Sportklubnál volt edző, 2007-től pedig a CS Dinamo Sportkulbnál vezetőedző.
Férjével, Cristian Moldovannal együtt 2008-tól  2010-ig, majd 2012-ben Onești-en és Déván a román női olimpiai juniorválogatott, 2011-ben és ismét 2013-tól 2015-ig pedig Izvorani-ban a román női olimpiai válogatott edzője volt. Olyan nemzetközi eredményeket elérő tornászokat nevelt ki, mint Larisa Iordache vagy Diana Bulimar.

## Díjak, kitüntetések
1989-ben Kiváló Sportolói címmel tüntették ki.
A Román Torna Szövetség 1999-ben az aerobik csapat tagjaként beválasztotta az év tíz legjobb női sportolója közé.